# 대동야승
《대동야승》(大東野乘)은 편자, 연대 미상의 야사 모음집이다. 조선 개국 초부터 인조 때까지 약 250년 동안 쓰인 역사, 생활 등에 관한 글 가운데 53종을 추려 엮었다. 당시의 풍속을 이해하는 데 도움이 된다.